# 2691 Sersic
Sersic (asteróide 2691) é um asteróide da cintura principal, a 1,9906899 UA. Possui uma excentricidade de 0,1130457 e um período orbital de 1 228,13 dias (3,36 anos).
Sersic tem uma velocidade orbital média de 19,88115195 km/s e uma inclinação de 3,59141º.
Este asteróide foi descoberto em 18 de Maio de 1974 por Felix Aguilar Obs..